# Al-Muqdadiyya
Al-Muqdadiyya (arabisch المقدادية, DMG al-Muqdādiyya) ist ein irakischer Ort im Gouvernement Diyala.
Der Ort liegt 80 km nordöstlich von Bagdad und 30 km nordöstlich von Baquba.